# 원시환
환론에서 원시환(原始環, 영어: primitive ring)은 단순 가군으로서 완전히 나타낼 수 있는 환이다. 이러한 환들은 나눗셈환 위의 선형 변환들의 환에 가깝다.

## 정의
환 {\displaystyle R}에 대하여 다음 조건들이 서로 동치이며, 이를 만족시키는 환을 왼쪽 원시환(영어: left primitive ring)이라고 한다.
- 충실한 왼쪽 단순 가군을 갖는다.[1]:172, Definition 11.2
- 소환이며, 가군의 길이가 유한한 충실한 왼쪽 가군을 갖는다.[1]:191, Exercise 11.19
- 영 아이디얼이 아닌 양쪽 아이디얼을 포함하지 않는 극대 왼쪽 아이디얼이 존재한다.
- 다음 성질을 만족시키는 왼쪽 아이디얼 {\displaystyle {\mathfrak {a}}\subsetneq R}이 존재한다.[1]:186, Lemma 11.28
  - 임의의 아이디얼 {\displaystyle {\mathfrak {b}}\subseteq R}에 대하여, 만약 {\displaystyle {\mathfrak {b}}\neq \{0\}}이라면 {\displaystyle {\mathfrak {a}}+{\mathfrak {b}}=R}이다.
- (제이컵슨 조밀성 정리 영어: Jacobson density theorem) 나눗셈환 {\displaystyle D} 위의 왼쪽 가군 {\displaystyle V}에 이산 위상을 주고, 자기 함수 집합 {\displaystyle V^{V}}에 곱위상을 주고, 자기준동형환 {\displaystyle \operatorname {End} _{D}V\subseteq V^{V}}에 부분 공간 위상을 주면, {\displaystyle \operatorname {End} _{D}V}의 조밀 부분환과 동형이다.

오른쪽 원시환(영어: right primitive ring)은 왼쪽 원시환의 반대환이다. 즉, 위와 마찬가지로 정의된다.

## 성질
가환환에 대하여 다음 조건들이 서로 동치이다.:173, Proposition 11.8
- 왼쪽 원시환이다.
- 오른쪽 원시환이다.
- 체이다.

왼쪽 아르틴 환에 대하여 다음 조건들이 서로 동치이다.
- 왼쪽 원시환이다.
- 오른쪽 원시환이다.
- 소환이다.
- 단순환이다.
- 나눗셈환 {\displaystyle D} 위의 행렬환 {\displaystyle \operatorname {Mat} (n;D)}과 동형이다 ({\displaystyle n\in \mathbb {N} }).[1]:181, Theorem 11.19

왼쪽·오른쪽 원시환은 반원시환(영어: semiprimitive ring)이며 소환(영어: prime ring)이다. 모든 단순환은 왼쪽 원시환이자 오른쪽 원시환이다. 즉, 다음과 같은 함의 관계가 성립한다.:173
| 반단순환 | ⇒ | 반원시환     | ⇒ | 반소환 |
|          |   | ⇑            |   | ⇑      |
| 단순환   | ⇒ | 左·右 원시환 | ⇒ | 소환   |

## 분류
{\displaystyle R}가 왼쪽 원시환이라고 하고, {\displaystyle M}이 {\displaystyle R}의 충실한 왼쪽 단순 가군이라고 하자. 그렇다면, 슈어 보조정리에 따라 {\displaystyle \operatorname {End} _{R}M}은 나눗셈환이다. 또한, {\displaystyle M}은 자연스럽게 {\displaystyle \operatorname {End} _{R}M}의 왼쪽 가군이며, 다음과 같은 환 준동형이 존재한다.
{\displaystyle R\to \operatorname {End} _{R}M}
{\displaystyle r\mapsto (m\mapsto rm)}
또한, {\displaystyle M}이 충실한 가군이므로 이 환 준동형은 (정의에 따라) 단사 함수이다. 즉, {\displaystyle R}를 {\displaystyle \operatorname {End} _{R}M}의 부분환으로 여길 수 있으며, {\displaystyle \operatorname {End} _{R}M}의 작용을 {\displaystyle R}로 제약시키면, {\displaystyle R}의 원래 작용과 같다.
이제, {\displaystyle M}에 이산 위상을 부여하고, 자기 함수 집합
{\displaystyle M^{M}=\prod _{m\in M}M}
에 곱위상을 부여하고,
{\displaystyle \operatorname {End} _{R}M\subseteq M^{M}}
에 부분 공간 위상을 부여하자.
제이컵슨 조밀성 정리(영어: Jacobson density theorem)에 따르면, {\displaystyle R}는 {\displaystyle \operatorname {End} _{R}M}의 조밀 집합이다. 이 위상에서 조밀 집합이라는 것은 구체적으로 다음과 같다.
- 임의의 자연수 {\displaystyle n\in \mathbb {N} } 및 {\displaystyle {\vec {m}}\in M^{n}}에 대하여, {\displaystyle R{\vec {m}}=M^{n}}이다.

## 예
자명환은 왼쪽·오른쪽 원시환이 아니다.:172, Definition 11.2
표수가 0인 체 {\displaystyle K}에 대한 바일 대수 {\displaystyle K\langle x,p\rangle /(xp-px-1)}는 원시환이다.
왼쪽 원시환이지만 오른쪽 원시환이 아닌 환이 존재한다.